# ریو سگوندو
ریو سگوندو (به اسپانیایی: Río Segundo) یک منطقهٔ مسکونی در آرژانتین است که در Río Segundo Department واقع شده‌است. ریو سگوندو ۲۳٬۰۰۰ نفر جمعیت دارد.